# حذيفة الوستانوي
'حذيفة الوَستانوي (ولد في 1 يونيو 1979) هو عالم إسلامي، وكاتب، ومربٍّ هندي، يشغل منصب رئيس الجامعة، وقد شغل لسنوات منصب المدير التنفيذي في الجامعة الإسلامية إشاعة العلوم، أكل كوا. يشارك بنشاط في التعليم الإسلامي، والإدارة المؤسسية، والكتابة الأكاديمية. عُيِّن رئيسًا للجامعة في مايو 2025 بعد وفاة والده، غلام محمد الوستانوي.

## ولادته وتعليمه
وُلد حذيفة الوستانوي في 1 يونيو 1979 في وستان، منطقة سورت، كجرات. أكمل تعليمه الإسلامي الأساسي والمتقدم في الجامعة الإسلامية إشاعة العلوم، أكل كوا، حيث تخرج في عام 2002. وهو ابن غلام محمد الوستانوي، مؤسس ومستشار هذه المؤسسة.

## حياته المهنية
بعد تخرّجه في عام 2002، بدأ حذيفة الوستانوي التدريس في الجامعة الإسلامية إشاعة العلوم، أكل كوا. وقد شغل لاحقًا منصب ناظم التعليمات (مدير التعليم)، ثم تولّى منصب المدير التنفيذي الأعلى للمؤسسة. وأدّى دورًا بارزًا في تنفيذ الإصلاحات الإدارية والتعليمية خلال تولّيه هذه المناصب.
وبعد وفاة والده، غلام محمد الوستانوي، في مايو 2025، عيّن مجلس شورى الجامعة حذيفة الوستانوي رئيسًا جديدًا للجامعة (رئيس الجامعة).
الوستانوي له ارتباط روحي بالعالم الإسلامي محمد تقي العثماني ويعمل على نشر تعاليمه في الهند. كما تشمل أعماله جهودًا في محو الأمية المالية الإسلامية وبرامج الرعاية المجتمعية.
أثناء الإغلاق بسبب جائحة كوفيد-19 في الهند عام 2020، ساهم الوستانوي في تنظيم العودة الآمنة للطلاب العالقين إلى منازلهم. كما يشارك في الحوار بين الأديان ومبادرات لتعزيز التعليم بين المجتمعات المهمشة.
في عام 2023، دُعي الوستانوي من قبل الملك سلمان في المملكة العربية السعودية لأداء الحج، اعترافًا بمساهماته في التعليم الإسلامي والقيادة.
في عام 2024، مثل الوستانوي الهند في "اجتماع قيادات المؤسسات الدينية لمسلمي دول بريكس"، والذي ركز على تعزيز التعايش السلمي بين الأديان ودعم السلام العالمي.

## أعماله الأدبية
ألف الوستانوي عدة كتب باللغة الأردية، منها سفرنامہ جنوبی افریقہ (رحلة جنوب إفريقيا) واردو زبان و ادب کے فروغ میں مدارسِ اسلامیہ کی بے لوث خدمات (دور المدارس الإسلامية في تعزيز اللغة والأدب الأردي). كما كتب مقالات حول التعليم الإسلامي والقضايا المعاصرة ويشغل منصب رئيس تحرير المجلة الشهرية للمؤسسة شاہراه علم.